# スターホテル
株式会社スターホテルは、東京都新宿区に本社を置き、ホテル並びにゴルフ場、スキー場等の関連レジャー施設を運営するグループ企業。

## 運営ホテル
- スターホテル郡山
- 松島センチュリーホテル
- ホテルおくゆもと
- 瀬波ビューホテル

## かつて運営していたホテル
- スターホテル東京（2011年11月1日からの名称はイビス東京新宿）
- スターホテル新潟（旧ミナミプラザホテル。2007年秋を以って閉鎖）
- スターホテル横浜（2020年6月に閉館）

## 関連施設
- 湯元 龍泉
- 新潟四川飯店
- 田沢湖金色大観音

等